# 黄埠镇 (上蔡县)
黄埠镇，是中华人民共和国河南省驻马店市上蔡县下辖的一个乡镇级行政单位。

## 行政区划
黄埠镇下辖以下地区：
黄埠村，新庄村，南王楼村，小王庄村，苑坡村，汝河村，蔡埠口村，小王营村，尚庄村，狮子口村，常庄村，周庄村，后张村和冯坡村。